# Grote Prijs van Québec
De Grote Prijs van Quebec is een wielerwedstrijd in de Canadese stad Quebec. De eerste editie werd verreden in 2010. De wedstrijd is een van de twee World Tour wedstrijden in Canada. Het stadscircuit dat gebruikt wordt is grotendeels overgenomen van de nationale kampioenschappen van Canada en de 2.2-rittenkoers Ronde van Beauce.
De Nederlander Robert Gesink won deze wedstrijd in 2013. Verder was hij twee keer dicht bij de winst; in 2010 eindigde hij als derde en in de editie van 2012 eindigde hij op een fietslengte achter de winnaar als tweede.
Op de dag voorafgaand aan de GP van Quebec werd tussen 2011 en 2014 de Challenge Sprint Pro beslecht.

## Overzicht winnaars

### Meervoudige winnaars
Renners in het cursief gedrukt zijn renners die nu nog actief zijn.
| Overwinningen | Renner           | Land      | Jaren            |
| ------------- | ---------------- | --------- | ---------------- |
| 3             | Michael Matthews | Australië | 2018, 2019, 2024 |
| 2             | Simon Gerrans    | Australië | 2012, 2014       |
| 2             | Peter Sagan      | Slowakije | 2016, 2017       |

### Overwinningen per land
| Overwinningen | Land                         |
| ------------- | ---------------------------- |
| 5             | Australië                    |
| 2             | België, Frankrijk, Slowakije |
| 1             | Colombia, Nederland          |

### Winnaars van de GP Québec enGP Montreal
Robert Gesink
Québec: 2013, Montreal: 2010
 Simon Gerrans
Québec: 2012 en 2014, Montreal: 2014
 Peter Sagan
Québec: 2016 en 2017, Montreal: 2013
 Michael Matthews
Québec: 2018, 2019 en 2024, Montreal: 2018